# A1 (автодорога, Великобритания)
Запрос Автомагистраль A1(M) (Великобритания) перенаправляется сюда. На эту тему нужна отдельная статья.
A1 (англ. A1 road) — самая длинная нумерованная автодорога Великобритании, длина — 660 км. Соединяет столицу страны, Лондон, и столицу Шотландии, Эдинбург.

## История
Строительство дороги было начато Министерством транспорта Великобритании в 1921 году. На многих участках она проходит вдоль или по римским дорогам, построенным в I—V веках нашей эры. Фактически, A1 является преемником Великой северной дороги, существовавшей в XVII—XIX веках.
Бо́льшая часть дороги относится к классу «автомагистраль» и имеет собственное обозначение A1(M) (или M1). В 1989 году появился план усовершенствования дороги таким образом, чтобы она стала обладать статусом автомагистрали на всём своём протяжении, но в 1995 году от этого проекта, как и от многих схожих с ним других, пришлось отказаться в связи с протестами граждан. Ныне A1 продолжает становиться «автомагистралью» отдельными участками.

## Маршрут
Автодорога A1 начинается в Лондоне (см. A1 в Лондоне) от Собора Святого Павла. Далее, с юга на север, она проходит через города Хартфорд, Стивенидж, Хантингдон, Питерборо, Грантем, Ноттингем, Сэнди, Ньюарк-он-Трент, Понтефракт, Лидс, Уэтерби, Харрогейт, Рипон, Дарлингтон, Гейтсхед, Ньюкасл-апон-Тайн, Морпет, Алник, Берик-апон-Туид, Хаддингтон и оканчивается в Эдинбурге. Первоначально A1 пересекала большее количество городов, но с течением времени вокруг них строились объездные дороги, поэтому несколько в стороне от магистрали постепенно остались Чиппинг-Барнет (1927), Хатфилд (1927), Честер-ли-Стрит (1930-е), Дарем (1930-е), Феррихилл (1930-е), Стамфорд (1960), Бигглсуэйд (1960), Донкастер (1961), Ретфорд (1961), Балдок (1967), Сент-Неотс (1971).
A1 также проходит мимо остатков знаменитого Шервудского леса и гарнизонного городка Каттерик-Гаррисон. В Гейтсхеде над шоссе возвышается статуя «Ангел Севера» с размахом крыльев 54 метра и весом 208 тонн — самое большое изваяние ангела в мире. Также в Гейтсхеде A1 проходит мимо торгового центра MetroCentre — самого большого торгового центра Великобритании (190 000 м², 22 миллиона покупателей в год). В городке Боробридж (Северный Йоркшир) в 50 метрах от шоссе высятся «Стрелы Дьявола» — три менгира (обелиска) из необработанного камня высотой до 7,5 метров, возведённые неизвестными строителями с неизвестной целью в доисторические времена.
A1 покидает Англию и пересекает границу с Шотландией близ залива Маршалл-Мидоуз — самой северной точки Англии. Оканчивается шоссе в Эдинбурге, переходя в одну из центральных улиц города — Принсес-стрит, неподалёку от вокзала Эдинбург-Уэверли.
На большем протяжении маршрута A1 имеет разделительную полосу, но встречаются участки и без разделительной полосы.

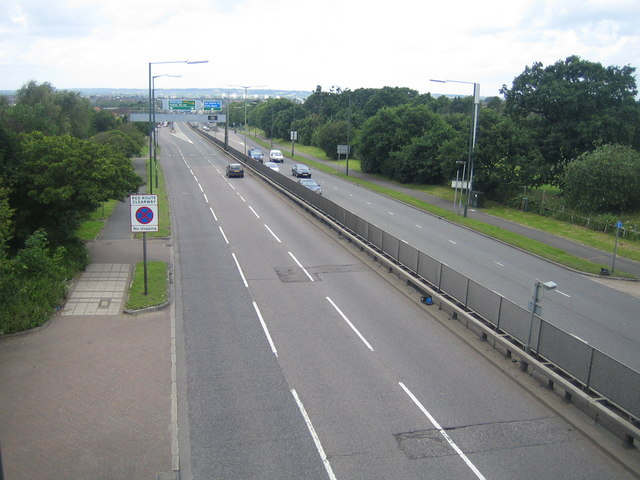
A1 в Лондоне
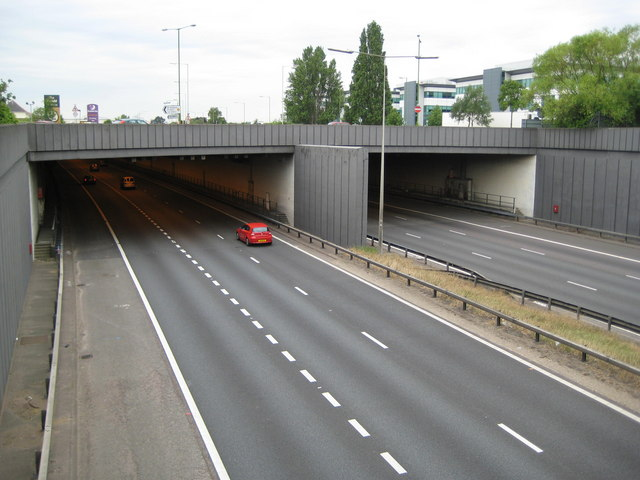
Объезд Хатфилда
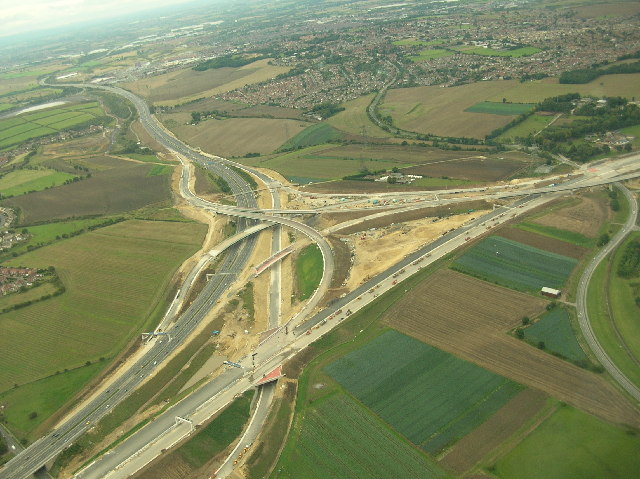
Пересечение A1 и M62
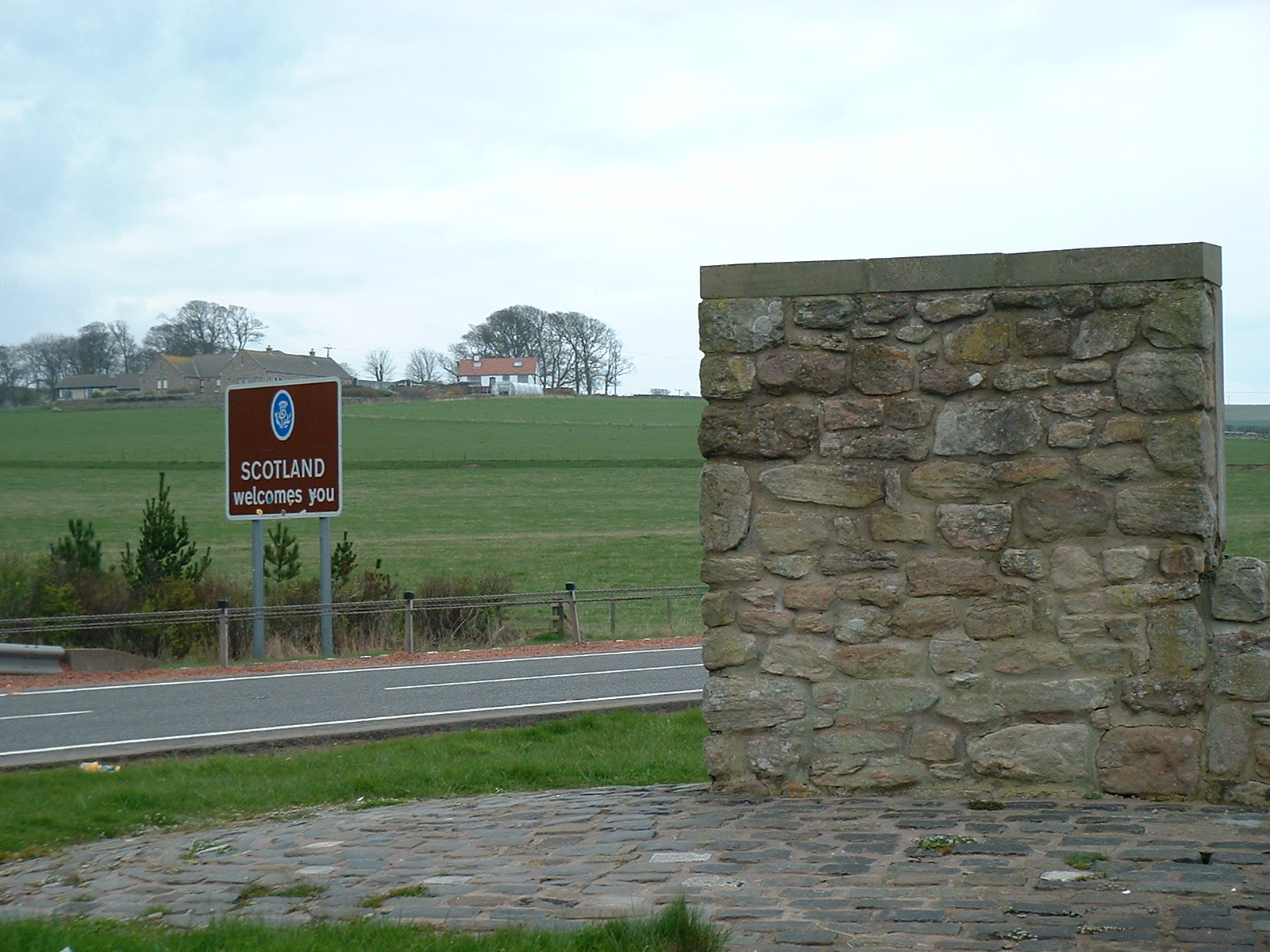
A1 на англо-шотландской границе
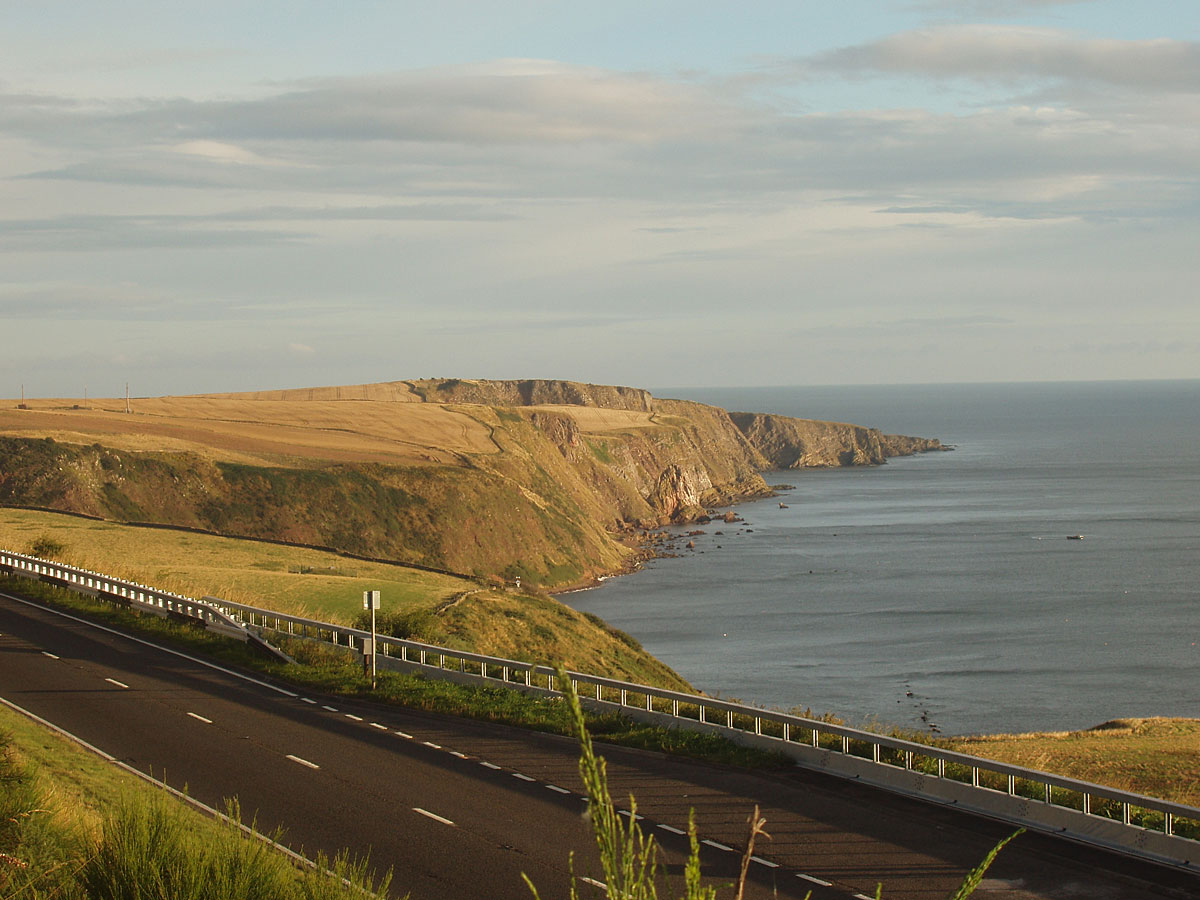
A1 неподалёку от деревни Бёрнмаут[англ.]
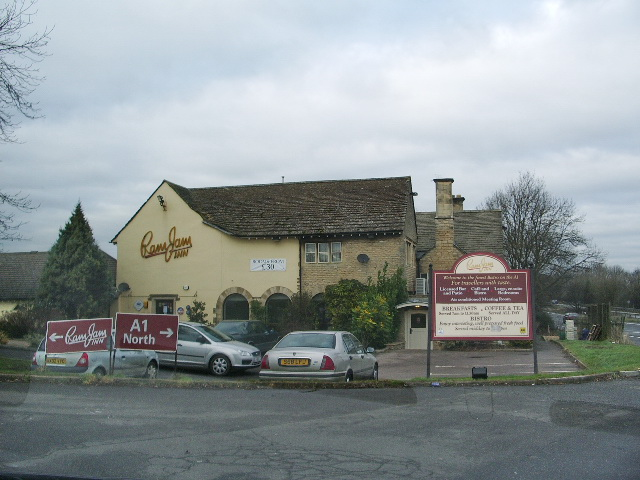
Придорожная гостиница Ram Jam Inn, работавшая с начала XIX века до 2013 года.
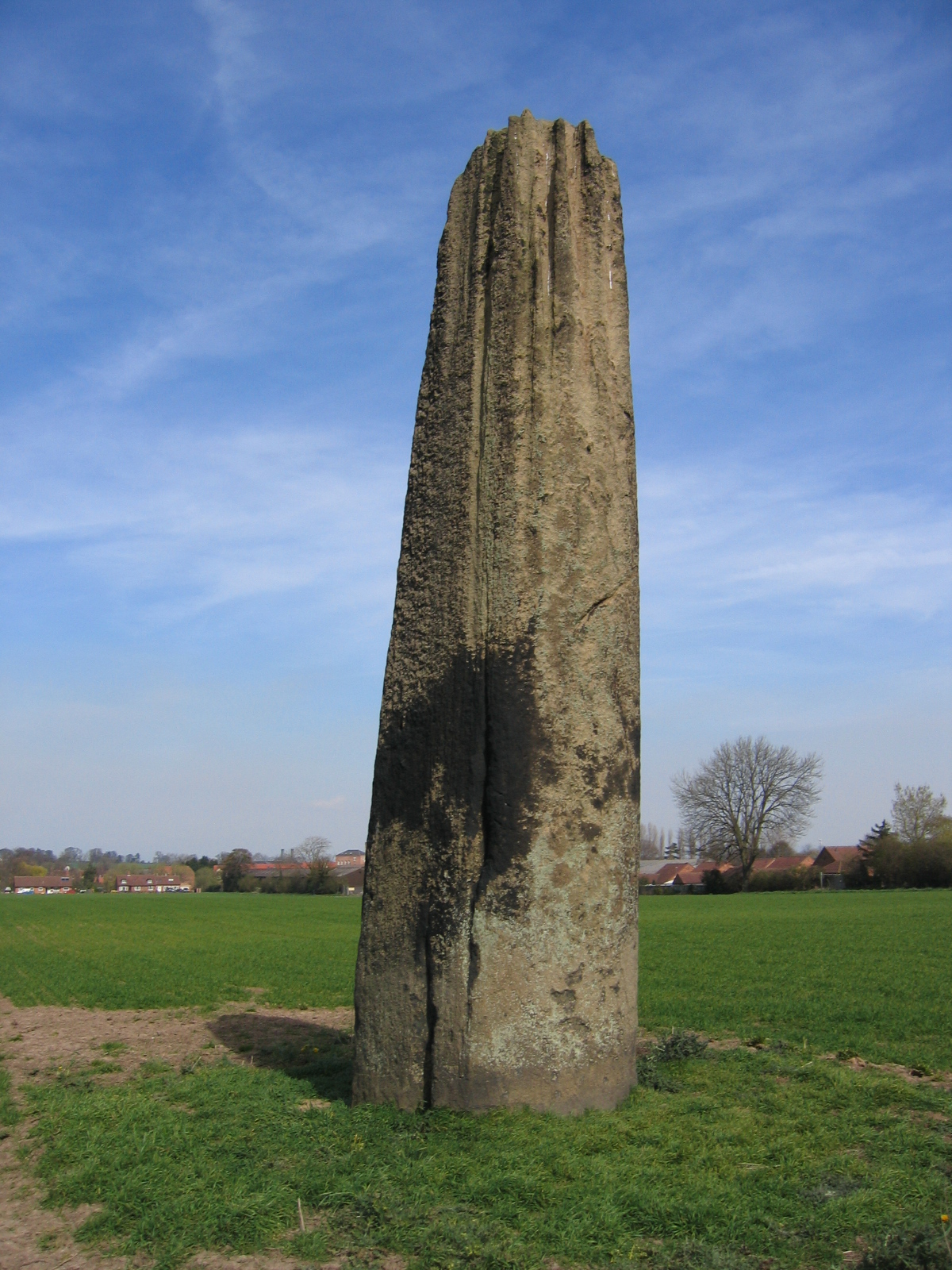
Одна из «Стрел Дьявола» (Боробридж[англ.])